# Густав Стојановић
Густав Стојановић, познатији као Аламуња, је измишљени лик из серије Бела лађа. Лик је измислио Синиша Павић, а улогу је тумачио Дејан Луткић.

## Биографија
Аламуња је мафијаш и десна рука мафијашког боса Озрена Солдатовића који га је пронашао као уличног криминалца и покушао од њега да направи значајну фигуру у свету мафије. Име је добио по шведском краљу Густаву. Срећко Шојић, председник Странке здравог разума, дугује му 90.000 евра које је потрошио за предизборну кампању. Аламуња је више пута покушавао да Шојићу извуче новац који му дугује, али се он увек извлачио од враћања дуга. Једном приликом је хтео да му чупа бркове јер је покварио предизборну кампању, али је Шојић оптужио Пантића, рекавши да је плаћеник и да је вероватно добио новац за то, као и да је у младости радио за домаће, а у старости за стране обавештајне службе. Заљубио се у Слађану Савић, радницу Европа банке, чији је директор Гаврило Петричевић. Доноси 8.000.000 евра у банку у којој ради Слађана и каже јој да је запослио Блашка како би вратио свој опљачкани новац.